# Fanas
Fanas é uma comuna da Suíça, no Cantão Grisões, com cerca de 384 habitantes. Estende-se por uma área de 21,83 km², de densidade populacional de 18 hab/km². Confina com as seguintes comunas: Grüsch, Schiers, Seewis im Prättigau. 
A língua oficial nesta comuna é o Alemão.